# Jayaprithvi
Jayaprithvi (Nepali जयपृथ्वी Jayaprithvi) ist eine Stadt (Munizipalität) im Distrikt Bajhang in der Provinz Sudurpashchim im Westen Nepals. 

## Geschichte
Die Stadt entstand 2014 durch Zusammenlegung der Village Development Committees Chainpur, Hemantabada, Luyanta, Ridhapata und Subeda.
Im Zuge der Neustrukturierung der lokalen Ebene und der Schaffung der Gaunpalikas (Landgemeinden) durch Zusammenlegung und Abschaffung der Village Development Committees am 10. März 2017 wurde noch das VDC Kailash eingemeindet.

## Geographie
Die Stadtverwaltung sowie die Distriktverwaltung befinden sich in Chainpur. Jayaprithvi liegt am Seti-Fluss. Die Stadt besitzt einen Flugplatz, den Bajhang Airport.
Das Stadtgebiet umfasste bei der Gründung der Stadt 132,54 km². Nach der Eingemeindung wuchs diese auf 166,79 km².

## Einwohner
Bei der Volkszählung 2011 hatten die VDCs, aus welchen die Stadt Jayaprithvi entstand, 20.280 Einwohner (davon 9738 männlich) in 3676 Haushalten. Durch die Eingemeindung wuchs die Einwohnerzahl auf 22.191 Einwohner.